# 곡주부인 : 진주를 바친 여인
《곡주부인 : 진주를 바친 여인》(斛珠夫人)은 2021년 방송되었던 중국의 드라마이다.

## 줄거리
- 조정에 교주(진주)를 진상해야 하는 어민들은 인어의 눈물로 교주를 얻는다.이 때문에 어촌에 사는 해시는 아버지를 잃고 마을 사람 전체가 도륙 당할 뻔한다. 생사의 갈림길에서 해시는 마을을 지나던 방제의 도움으로 목숨을 부지하고 방제의 제자가 되어 남장을 하고 살아간다. 이후 무공이 뛰어난 해시는 전장에 나가 공을 세우고 스승인 방제와 생사의 고비를 함께하며 사랑의 감정이 싹트지만 방제는 황제와 나라를 지켜야 한다는 사명 때문에 해시의 마음을 외면하는데...

## 등장 인물
- 양미 - 방해시 역
- 천웨이팅 - 방제 역
- 쉬카이청 - 제욱 역
- 진소운 - 제란 역
- 왕삼 (王森) - 방탁영 역
- 원우훤 (袁雨萱) - 자류 역
- 예칭 - 저임량 역
- 증영제 (曾泳醍) - 극칠칠 역
- 이태 (李泰) - 탕건자 역
- 황준첩 (黄俊捷) - 주유도 역
- 엽소위 (叶筱玮) - 저계창 역
- 한수일 (韩秀一) - 소명 역
- 이동혁 (李东赫) - 초자 역
- 풍초헌 (丰楚轩) - 장군후 역
- 하용생 (何涌生) - 우보돈왕 역
- 애미 (艾米) - 살리아 역